# Pallacanestro ai VI Giochi dell'Estremo Oriente - Torneo maschile
Il VI Campionato di pallacanestro ai Giochi dell'Estremo Oriente si è svolto nel 1923, a Osaka.

## Risultati
| Osaka maggio 1923 | Repubblica di Cina | 52 – 15 (20-14) | Giappone |  |

| Osaka maggio 1923 | Filippine | 41 – 14 (14-9) | Repubblica di Cina |  |

| Osaka maggio 1923 | Filippine | 41 – 31 (32-19) | Giappone |  |

## Classifica
| - | Paese              | Formazione                                                                                                  |
| - | ------------------ | --- |
|   | Filippine          | |
|   | Repubblica di Cina | |
|   | Giappone           | Yakushiji, Sakamoto, Norio, Ishibashi, Takamizawa, Ichiro, Kinpei, Kanda, Yutaka, Hitomi, Kazuo, Gonzaburou |